# Ситников, Николай Сергеевич
Николай Сергеевич Ситников (1902 — 1944) — советский военный деятель, полковник.

## Биография
Родился в русской семье, в Красной армии с июля 1920, участвовал в гражданской войне. Окончил артиллерийское отделение Краснодарских командных курсов в 1922, Самарскую военную окружную школу физического образования в 1923, КУКС зенитной артиллерии в Севастополе в 1926. С мая 1922 проходил службу в 33-м лёгком артиллерийском дивизионе 33-й стрелковой дивизии Приволжского военного округа, был командиром взвода, помощником командира взвода артиллерийской школы младшего командного состава. В сентябре 1926 назначен командиром учебного взвода школы младшего командного состава 120-го артиллерийского полка. С июня 1927 в 4-й артиллерийской бригаде Ленинградского военного округа в должностях командира взвода конной батареи учебного дивизиона, адъютанта отдельного артиллерийского дивизиона, командира батареи. С октября 1928 командовал батареей в 82-м отдельном артиллерийском дивизионе этого же округа, с апреля 1931 исполнял должность командира этого дивизиона (с 30 апреля — ещё и военкома). С 15 мая того же года исполнял должность помощника командира по строевой части Псковского артиллерийского полка. В феврале 1932 назначен на ту же должность в 13-й артиллерийский полк ПВО. С марта 1933 командовал 1-м корпусным отдельным артиллерийским дивизионом (преобразован в 1-й отдельный зенитный артиллерийский дивизион). Участвовал в гражданское войне в Испанской Республике в качестве военного советника по зенитной артиллерии, после возвращения продолжал служить в зенитных частях РККА. Участвовал в советско-финляндской войне, с 18 января 1940 исполнял должность начальника ПВО 13-й армии Северо-Западного фронта, созданной для участия в прорыве линии Маннергейма на Карельском перешейке. В апреле 1940 назначен начальником отдела ПВО Среднеазиатского военного округа. С 10 сентября 1940 командир 254-го зенитного артиллерийского полка 3-й дивизии ПВО, которая с весны 1941 входила в состав войск Киевской зоны ПВО. Участник Великой Отечественной войны с первого дня, во главе своего полка принимал участие в отражении налётов авиации противника на Киев, в обороне города. 31 октября 1941 назначен заместителем командира 3-й дивизии ПВО Воронежско-Борисоглебского дивизионного района ПВО, а 6 декабря того же года вступил в командование этой дивизией. 17 августа 1942 назначен командующим Саратовско-Балашовским районом ПВО, однако в должность не вступил. С 20 октября того же помощник командующего Бакинской армией ПВО, входившей в состав Закавказской зоны ПВО. С 16 февраля 1943 состоял в распоряжении командующего артиллерией Красной армии, и 4 марта того же года был назначен командиром 23-й зенитно-артиллерийской дивизии РГК. С 17 сентября 1943 во главе дивизии вёл боевые действия в составе войск Воронежского фронта (с 16 октября — 1-й Украинский фронт), принимал участие в битве за Днепр, в боях за Киев, в Житомирско-Бердичевской наступательной операциях. 15 или 16 января 1944 погиб при бомбёжке в посёлке Полонное. Похоронен у памятника Вечной Славы на могиле Неизвестного солдата.

### Звания
- майор (13 января 1936);
- полковник (13 февраля 1940).

### Награды
- орден Ленина (9 февраля 1944);
- орден Красного Знамени (22 февраля 1944);
- орден Красной Звезды (14 октября 1943).